# کلوتسشه
کلوتسشه (به آلمانی: Klotzsche) یک بوروگ در آلمان است که در درسدن واقع شده‌است.

## جمعیت
کلوتسشه ۱۹٬۹۹۲ نفر جمعیت دارد.

## منطقه جغرافیایی
این شهر در شمال دره الب وال و مرکز شهر درسدن واقع شده است،در لبه غربی فلات لواساتی .

## آب و هوا
شهر کلوتسشه دارای آب و هوای مدیترانه ای است.